# Enrique Alcat
Enrique Alcat Guerrero (Pamplona, 6 de marzo de 1962 − Majadahonda (Madrid), 6 de febrero de 2014) fue un periodista y comunicador español. Estudió en los Hermanos Maristas y posteriormente en la Universidad de Navarra, donde se licenció en Ciencias de la Información (rama de Periodismo) en 1985. Posteriormente realizó el Programa de Desarrollo Directivo en el IESE Business School (Barcelona) en 2003. Reconocido como uno de los mayores expertos en comunicación de crisis, Enrique Alcat fue autor de más de un centenar de manuales de crisis y riesgos reputacionales, así como de los libros más vendidos sobre comunicación y crisis en idioma español.

## Biografía
Trabajó como periodista en el Diario de Navarra, Cambio 16, Diario 16, Tiempo de Hoy, El Periódico de Catalunya y La Vanguardia. Durante tres años fue responsable de comunicación e imagen en PricewaterhouseCoopers y cuatro años en la consultora internacional de comunicación y relaciones públicas Weber Shandwick International, donde fue director de comunicación y director de los seminarios de formación ejecutiva.
Fue director del Programa Superior en Gestión Empresarial y Dirección de Comunicación que organizan el IE Business School y la Asociación de Directivos de Comunicación (DIRCOM), por donde han pasado más de 200 profesionales de comunicación durante las diez ediciones del programa (2003-2013). Fue profesor asociado del IE Business School y de varias universidades y escuelas de negocios nacionales e internacionales.
Asimismo, fue colaborador de varios medios de comunicación de prensa económica, radio y televisión.
Vivó en Barcelona durante 20 años, a donde se había trasladado a mediados de los años 80 desde su Pamplona natal, hasta que en 2005 se fue a trabajar a Madrid donde falleció.
Falleció en Majadahonda (Madrid) el 6 de febrero de 2014 a causa de un cáncer de colon.

## Obra literaria
- Y ahora ¿qué? (claves para gestionar una crisis y salir fortalecido) (2005). Empresa Activa. ISBN 978-84-95787-68-2
- Seis recetas para superar la crisis (2009). Alienta Editorial, de Grupo Planeta. ISBN 978-84-92414-09-3
- ¡Influye! (claves  para dominar el arte de la persuasión) (2011) Alienta-Planeta, Grupo Planeta. ISBN 978-84-92414-77-2

## Premios
2010. Premio Manager Thinker 2010 por su contribución en materia de comunicación al mundo de la empresa.